# Ardagger
Ardagger osztrák mezőváros Alsó-Ausztria Amstetteni járásában. 2023 januárjában 3590 lakosa volt. 

## Elhelyezkedése

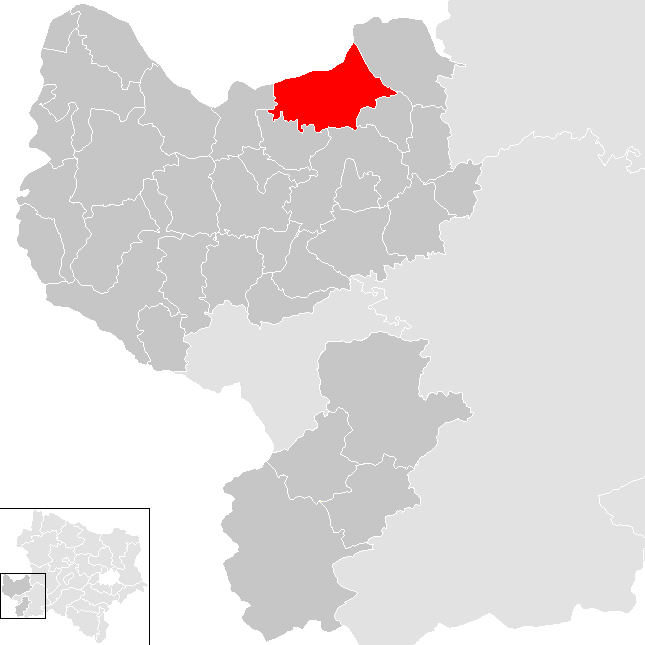
Ardagger az Amstetteni járásban

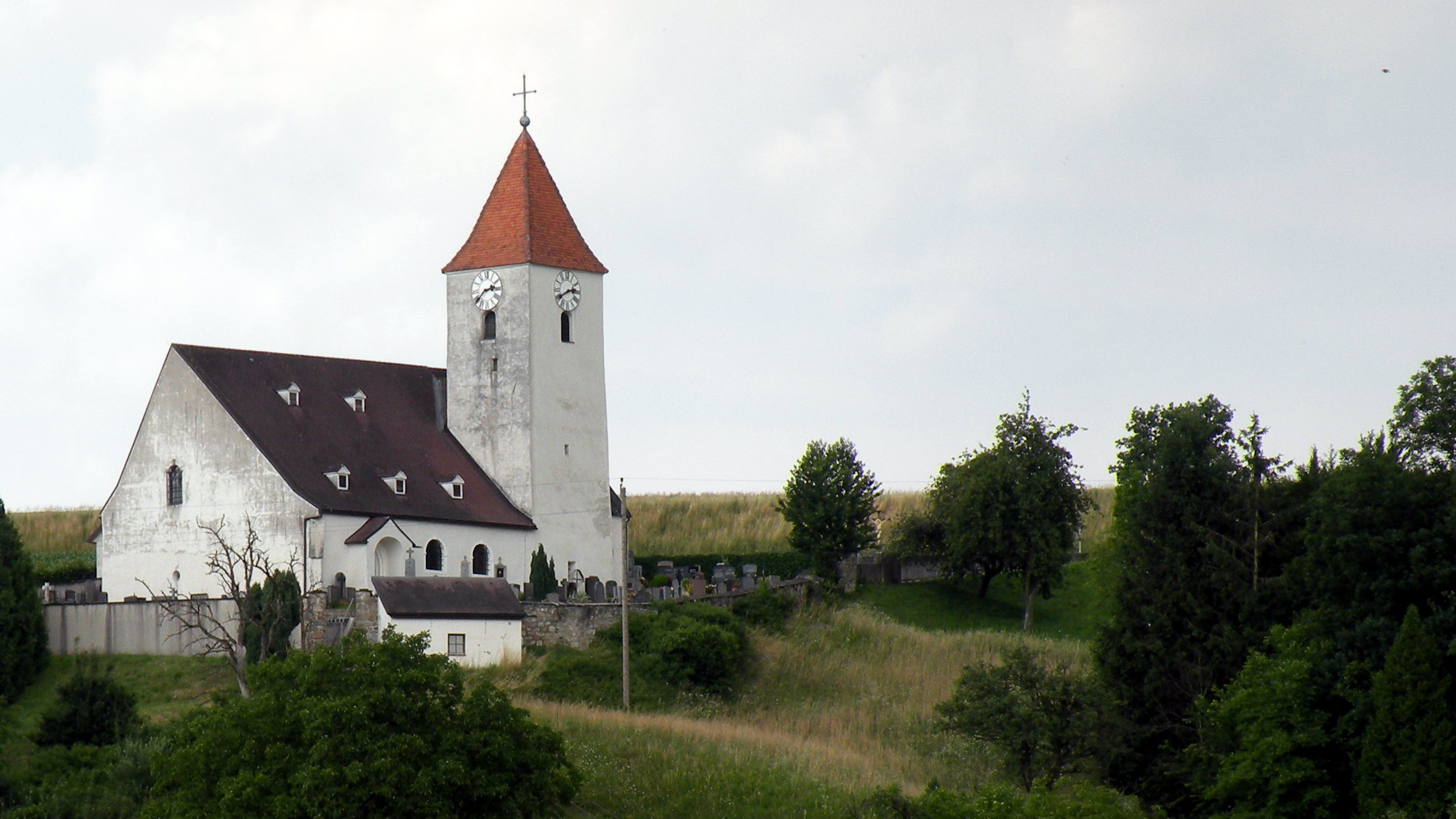
A Szt. Miklós-plébániatemplom

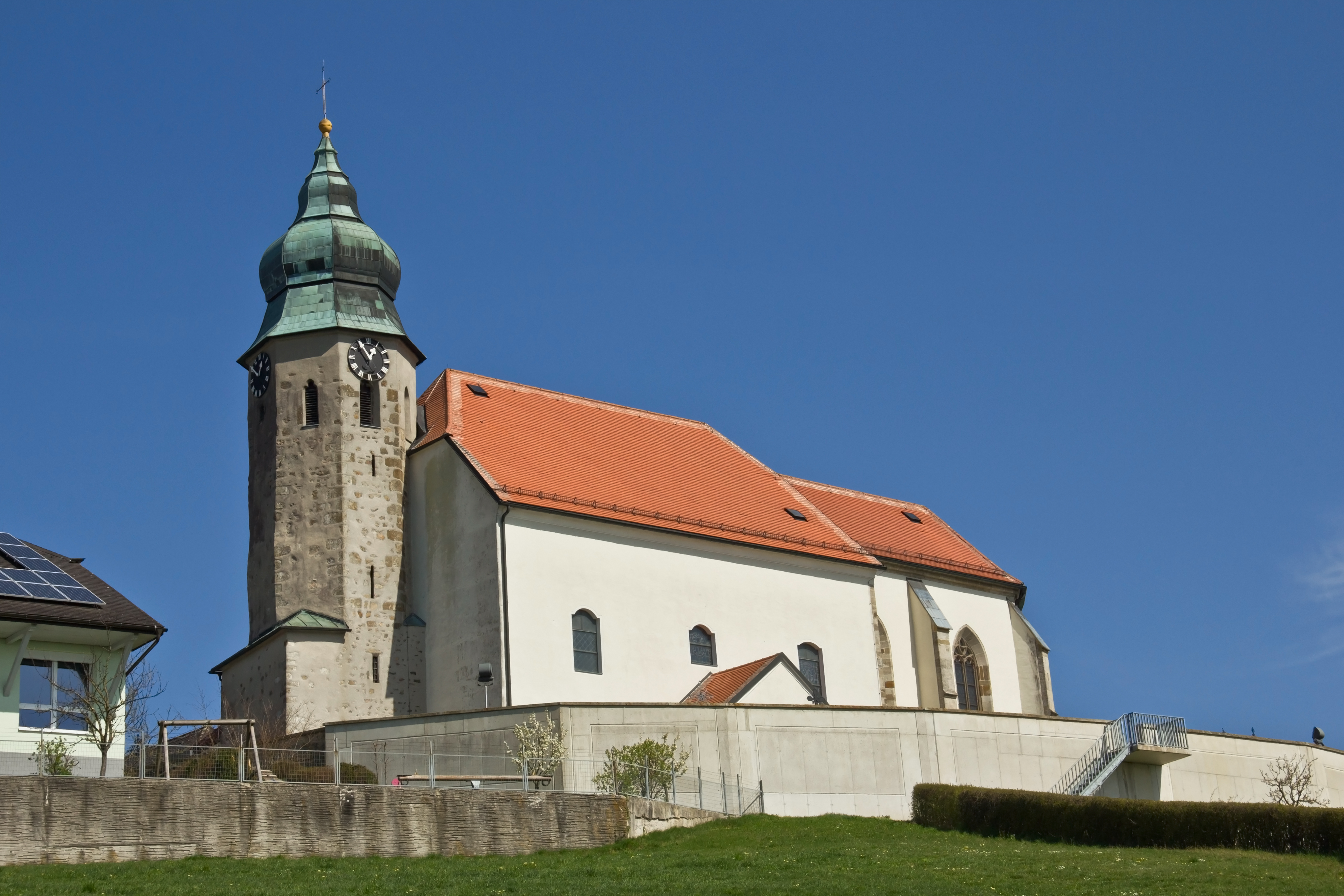
A Szt. Ottilia-plébániatemplom

Ardagger a tartomány Mostviertel régiójában fekszik a Duna jobb partján. Területének 21,5%-a erdő, 66,5% áll mezőgazdasági művelés alatt. Az önkormányzat 4 települést egyesít: Ardagger Markt (745 lakos), Ardagger Stift (1012), Kollmitzberg (728) és Stephanshart (1105). 
A környező önkormányzatok: keletre Neustadtl an der Donau, délkeletre Viehdorf, délre Amstetten, délnyugatra Zeillern, nyugatra Wallsee-Sindelburg, északra Baumgartenberg és Saxen, északkeletre Grein (utóbbi három Felső-Ausztriában).

## Története
Ardaggert először 823-ban említik, amikor Nagy Károly a passaui püspöknek adományozta. 1049-ben III. Henrik és felesége, Poitoui Ágnes a freisingi püspöknek adta, hogy kolostort alapítson. A Szt. Margit-templom felszentelésekor a birodalom legnagyobb egyházi méltóságai, Köln, Mainz és Bréma érsekei is jelen voltak. 1230-1240 körül a templomban elkészült a Szt. Margit életét bemutató üvegablak, Ausztria legrégebbi emberi alakos színes templomablaka. A 16. században a kolostor kegyúri jogai a freisingi püspöktől átkerültek az osztrák herceghez. 1662-ben az apátságot esperességgé alakították át, 1784-ben pedig II. József bezáratta. 
A kolostor melletti település a középkortól kezdve fontos dunai kikötőnek számított és messze földön itt volt található a folyó egyetlen átkelője. A 13. század közepén mezővárosi jogokat (vásártartási jogot) és kereskedelmi privilégiumokat kapott. Sokáig itt rakodták át a stájer vasércből az Eisenwürzen régióban készült fémtermékeket. Bécs 1529-es ostromakor a törökök kifosztották. Ezt követően kereskedelme továbbra is virágzott, 1567-től saját bírósága lehetett, a század végén pedig címert kapott. 
Az 1848-as közigazgatási reformot követően megalakult Ardagger Markt, Ardagger Stift, Kollmitzberg és Stephanshart önkormányzata, amelyek 1971-ben egyesültek. 

## Lakosság
Az ardaggeri önkormányzat területén 2023 januárjában 3590 fő élt. A lakosságszám 1961 óta gyarapodó tendenciát mutat. 2021-ben az ittlakók 96,5%-a volt osztrák állampolgár; a külföldiek közül 0,7% a régi (2004 előtti), 1,8% az új EU-tagállamokból érkezett. 0,3% az egykori Jugoszlávia (Szlovénia és Horvátország nélkül) vagy Törökország, 0,8% egyéb országok polgára volt. 2001-ben a lakosok 97,3%-a római katolikusnak, 0,5% evangélikusnak, 0,3% ortodoxnak, 0,2% mohamedánnak, 1% pedig felekezeten kívülinek vallotta magát. Ugyanekkor 6 magyar élt a mezővárosban; a legnagyobb nemzetiségi csoportot a németeken kívül (98,8%) a törökök alkották 7 fővel (0,2%).
A népesség változása:

| 2016 | 3 465 |
| 2018 | 3 511 |

## Látnivalók
- a volt ardaggeri kolostor és Szt. Margitnak szentelt temploma
- az Ardagger Markt-i Szt. Miklós-plébániatemplom
- a kollmitzbergi Szt. Ottilia-plébániatemplom
- a stephansharti Szt. István-plébániatemplom

## Fordítás
- Ez a szócikk részben vagy egészben  az   Ardagger című német Wikipédia-szócikk ezen változatának fordításán alapul.  Az eredeti cikk szerkesztőit annak laptörténete sorolja fel. Ez a jelzés csupán a megfogalmazás eredetét és a szerzői jogokat jelzi, nem szolgál a cikkben szereplő információk forrásmegjelöléseként.